# Etoki
 (juin 2022).
Un etoki (絵解き) est au Japon une séance d’explication des peintures bouddhiques telles que les mandala ou les emaki. Originaire d’Inde et de Chine, cette pratique apparaît au Japon au moins au Xe siècle à l’époque de Heian et continue jusqu’à nos jours.

## Histoire
L’etoki est dans le Japon ancien l’apanage du clergé dans un but didactique ou prosélyte : expliquer les enseignements religieux et transmettre la foi bouddhique par l’illustration, d’abord à la noblesse, puis également au peuple dans des séances publiques à partir du XIIIe siècle. Les explications, accompagnées de prêches et de sermons, portent avant tout sur le sens religieux des peintures. À partir de l’époque d’Edo, les etoki peuvent également prendre la forme de divertissements culturels ou de spectacles dans les festivals organisés par des laïcs.
Le terme etoki, en japonais, désigne aussi bien l'explication de la peinture que la personne qui donne cette explication ou la met en scène.

### Le cas du prince Shôtoku

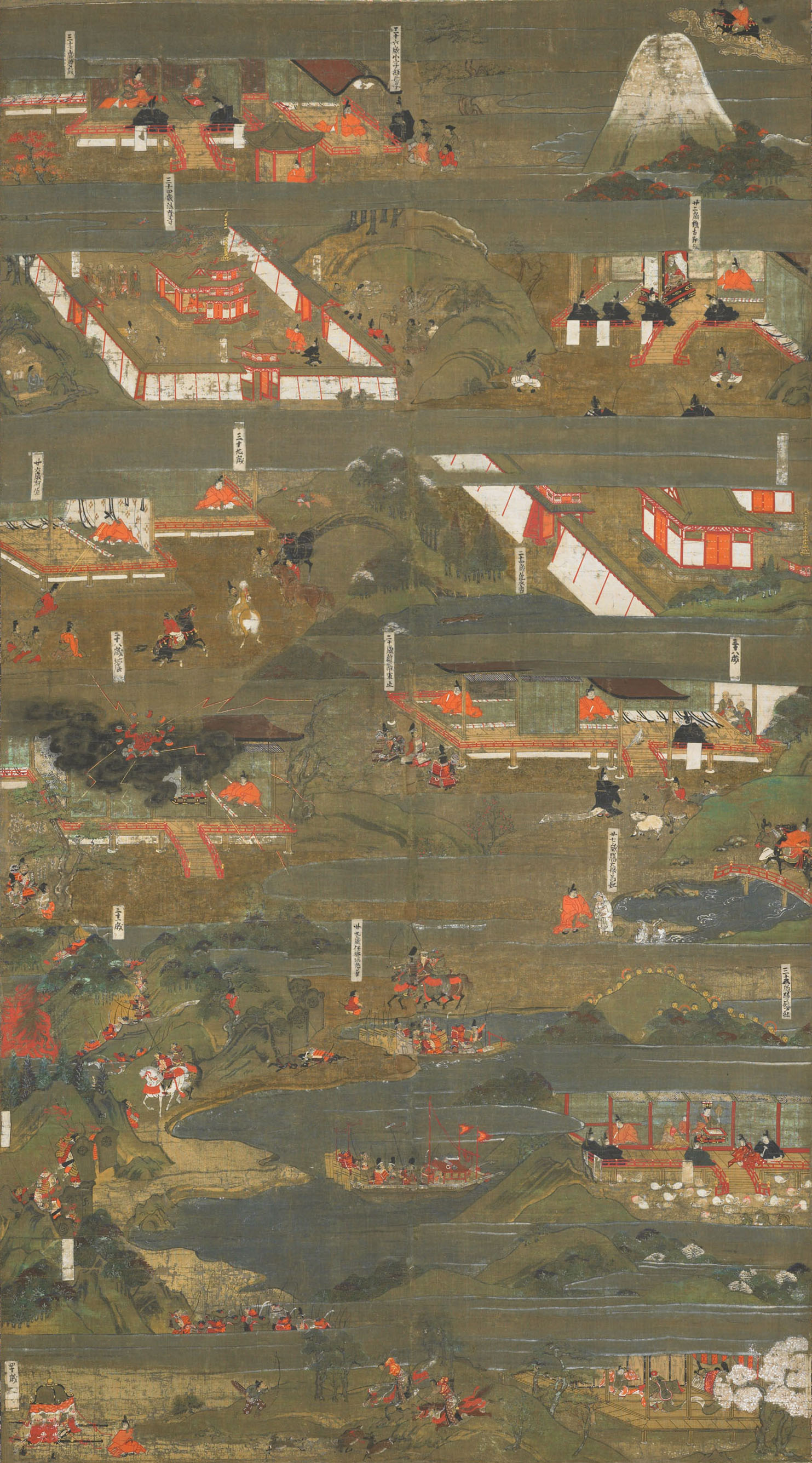
Partie d'un etoki du prince Shôtoku. Période Muromachi (1337-1573)

La production d'etoki s'étend du Xe au XIXe siècle. Un des principaux sujets d'etoki est la biographie du prince Shôtoku (574-622), un homme qui fut considéré comme un élément essentiel dans l'introduction du bouddhisme au Japon. Plus d'une cinquantaine d'etoki relatant la vie du prince sont parvenus jusqu'à nous, dont la plupart comportent trois rouleaux ou plus. Très souvent, un panneau comporte une douzaine de scènes, si bien qu'un ensemble pouvait représenter une septantaine d'événements. Grâce à la richesse iconographique de ces peintures livre, nous avons accès à de très nombreuses informations sur les groupes ethniques, l'architecture, les sites culturels, les paysages japonais mais aussi chinois. Et le développement de la peinture dans ces rouleaux apporte des informations précieuses sur l'évolution du genre. et son importance dans le Japon médiéval (en gros de  la fin du XIIe au XVIe siècle. Par ailleurs, ces rouleaux servirent de modèle à de nombreux groupes qui se firent de cet art un instrument de prosélytisme, du fait de leur puissance rhétorique. Par conséquent, les éléments avancés à propos de la culture visuelle qui traverse les représentations de Shôtoku vaut pour une partie importante de l'art religieux du Japon médiéval.

## Exemple
L'œuvre ci-dessous, qui date du XVIIe – XVIIIe siècle, narre la  vie du moine Shinran (1173-1263), le fondateur de l'école Jodô-shû. Elle était exposée dans un temple à l'occasion de la commémoration annuelle de la mort de Shinran. Le public présent pouvait ainsi voir sa vie, et en même temps entendre son histoire récitée à haute voix par un moine.

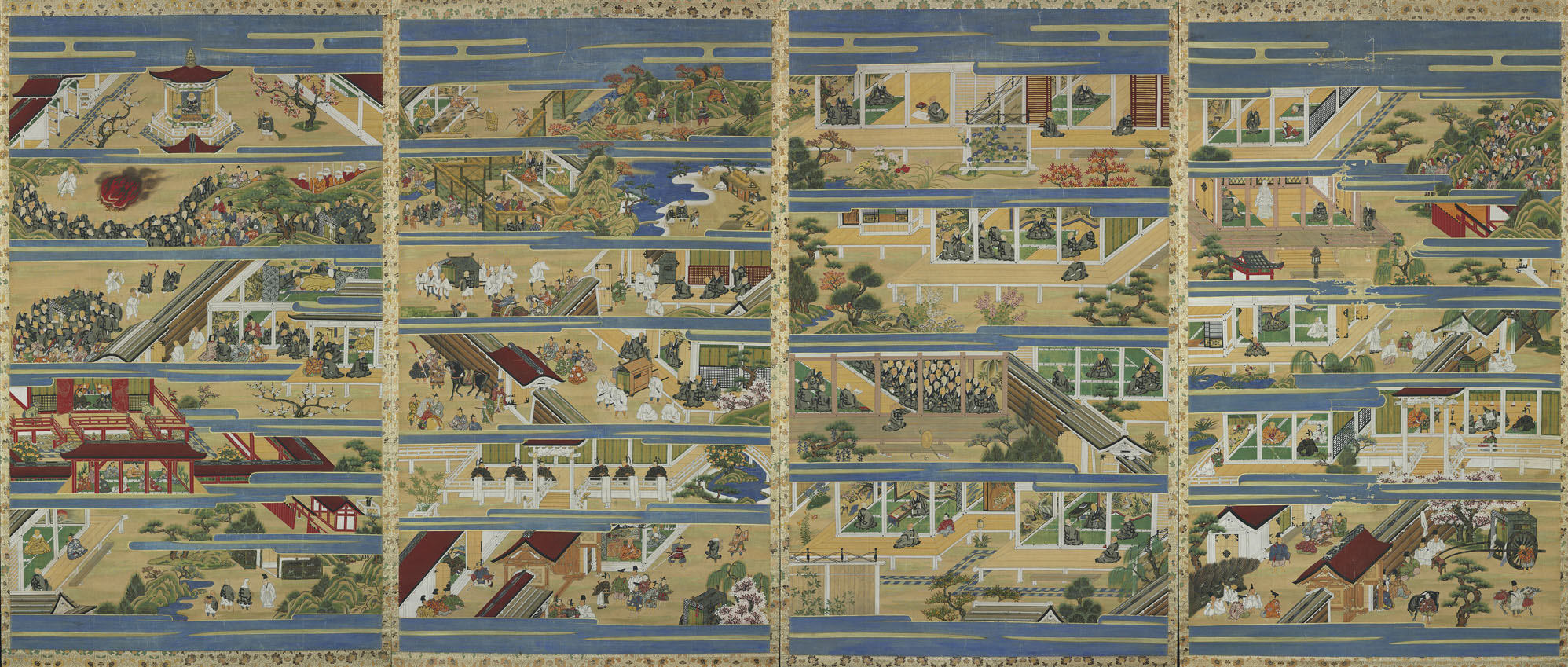
Quatre panneaux narrant de la vie de Shinran (artiste inconnu. L'œuvre se lit chronologiquement, de droite à gauche et de bas en haut. (Metropolitan Museum, New York).